# Inwijding (Veronica Roth)
Inwijding (Engels: Divergent, wat Afwijkend betekent) is een sciencefictionroman uit 2011. Het is het eerste deel van de Divergent-trilogie geschreven door de Amerikaanse schrijfster Veronica Roth. De delen twee en drie kregen de volgende titels: Opstand (2012) en Samensmelting (2013).
Een filmadaptie van het boek, geregisseerd door Neil Burger, verscheen in maart 2014 in de bioscoop.
Centraal thema in de serie is de stelling dat individuele acties grote gevolgen hebben op het geheel van de samenleving met daaraan gekoppeld de vraag of het doel dat je voor ogen hebt in overeenstemming is met de prijs die je ervoor moet betalen.

## Verhaal
Het futuristische Chicago is verdeeld in vijf facties: zelfverloochening, vriendschap, onverschrokkenheid, eruditie en oprechtheid. Elke factie heeft zijn eigen taken. Beatrice Prior is net zestien geworden en woont met haar ouders en broer in zelfverloochening. Net zoals iedere inwoner van de stad moet ze op haar zestiende kiezen bij welke factie ze definitief wil horen. Daarvoor moet ze de dag voor de kiesdag een persoonlijkheidstest ondergaan. Dit gebeurt door middel van een injectie die de proefpersoon in een simulatie brengt. In plaats van één krijgt Beatrice drie facties waar ze bij zou horen: zelfverloochening, onverschrokkenheid en eruditie. Bij meer dan één factie op de persoonlijkheidstest als eindresultaat, wordt de persoon als afwijkend gezien en als een gevaar in die maatschappij. Beatrice mag dit tegen niemand zeggen, omdat ze anders terechtgesteld kan worden. Uiteindelijk wordt haar keuze onverschrokkenheid en moet ze zorgen dat ze de moeilijke inwijding haalt, zodat niemand ooit te weten komt dat ze afwijkend is.

## Achtergrond
Dit boek is het eerste boek dat Veronica Roth geschreven heeft, ongeveer een jaar nadat ze afgestudeerd was met een bachelorsdiploma voor creatief schrijven aan de Northwestern-universiteit in de Amerikaanse staat Illinois.
Het boek speelt zich af in Chicago de stad waar de schrijfster is opgegroeid.
I wrote the rough draft and I felt like it needed a more grounded sense of place, and I looked at the city I had described, which is all these trains constantly moving, and this lake marsh, and these rivers. And I realized that it was Chicago already, and it was just because that's the city I've known and loved the longest.
Vertaling:
Ik schreef de kladversie en voelde dat de plaats een meer geaard gevoel nodig had, en ik keek naar de stad die ik beschreven heb, waar al die treinen constant rijden, en het moerassige meer, en die rivieren. En ik realiseerde dat het al Chicago was, en het was gewoon omdat dit de stad is die ik het langste ken en waar ik het langste van hou.